# Auterive (Gers)
Pour les articles homonymes, voir Auterive.
Pour les articles ayant des titres homophones, voir Auterrive, Hauterive et Hauterives.
Auterrive (Gers) redirige ici.
Auterive (également nommée localement Auterrive) est une commune française située dans le sud du département du Gers en région Occitanie. Sur le plan historique et culturel, la commune est dans le Pays d'Auch, un territoire céréalier et viticole qui s'est également constitué en pays au sens aménagement du territoire en 2003.
Exposée à un climat océanique altéré, elle est drainée par le Gers, l'Arçon, le ruisseau du Hay et par divers autres petits cours d'eau. La commune possède un patrimoine naturel remarquable composé de trois zones naturelles d'intérêt écologique, faunistique et floristique.
Auterive est une commune rurale qui compte 530 habitants en 2022, après avoir connu une forte hausse de la population depuis 1962. Elle fait partie de l'aire d'attraction d'Auch. Ses habitants sont appelés les Auterrivois ou  Auterrivoises.

## Géographie

### Localisation
La commune d'Auterive se situe dans le canton d'Auch-3 et dans l'arrondissement d'Auch, dans l'aire d'attraction d'Auch, dans la vallée du Gers. Elle est à 8 km de distance d'Auch et 4 km de Pavie. Le territoire de la commune s'inscrit à peu près dans un rectangle de 6 km d'est en ouest sur 2 km du nord au sud.

### Communes limitrophes
Les communes limitrophes sont  Boucagnères, Haulies, Lasseube-Propre, Pavie et Pessan.
| Pavie           |             | Pessan  |
| Lasseube-Propre | Auterive    |         |
|                 | Boucagnères | Haulies |

### Géologie et relief
La superficie de la commune est de 1 079 hectares ; son altitude varie entre 141 et 285 mètres.
Auterive se situe en zone de sismicité 1 (sismicité très faible).

### Hydrographie
La commune est dans le bassin de la Garonne, au sein du bassin hydrographique Adour-Garonne. Elle est drainée par le Gers, l'Arçon, le ruisseau du Hay, un bras du Gers, le ruisseau des Baradas et par un petit cours d'eau, qui constituent un réseau hydrographique de 10 km de longueur totale,.
Le Gers, d'une longueur totale de 175,4 km, prend sa source dans la commune de Lannemezan et s'écoule vers le nord. Il traverse la commune et se jette dans la Garonne à Layrac, après avoir traversé 47 communes.
L'Arçon, d'une longueur totale de 18,1 km, prend sa source dans la commune et s'écoule vers le nord. Il traverse la commune et se jette dans le Gers à Preignan, après avoir traversé 8 communes.

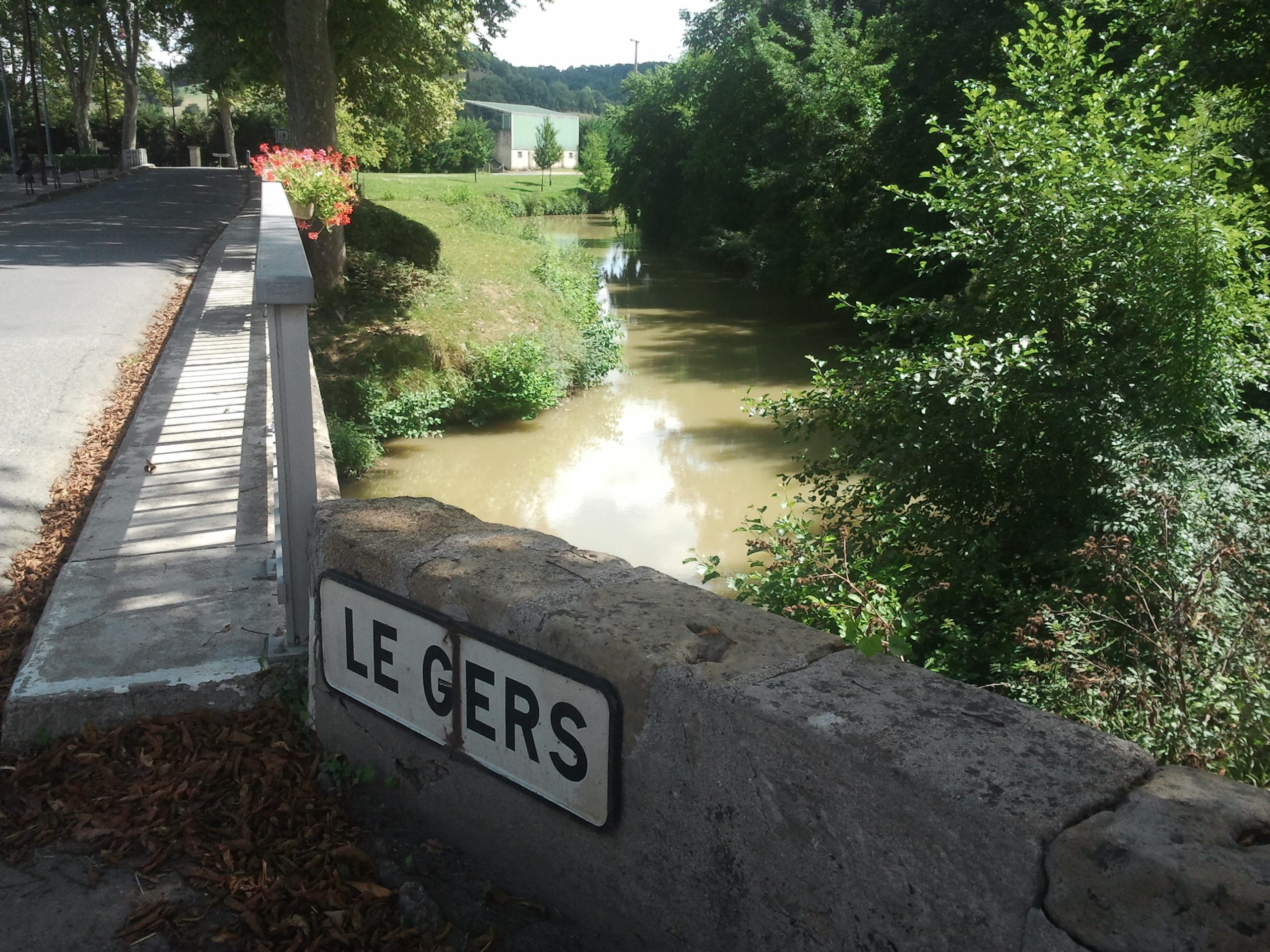
Le Gers à Auterrive.
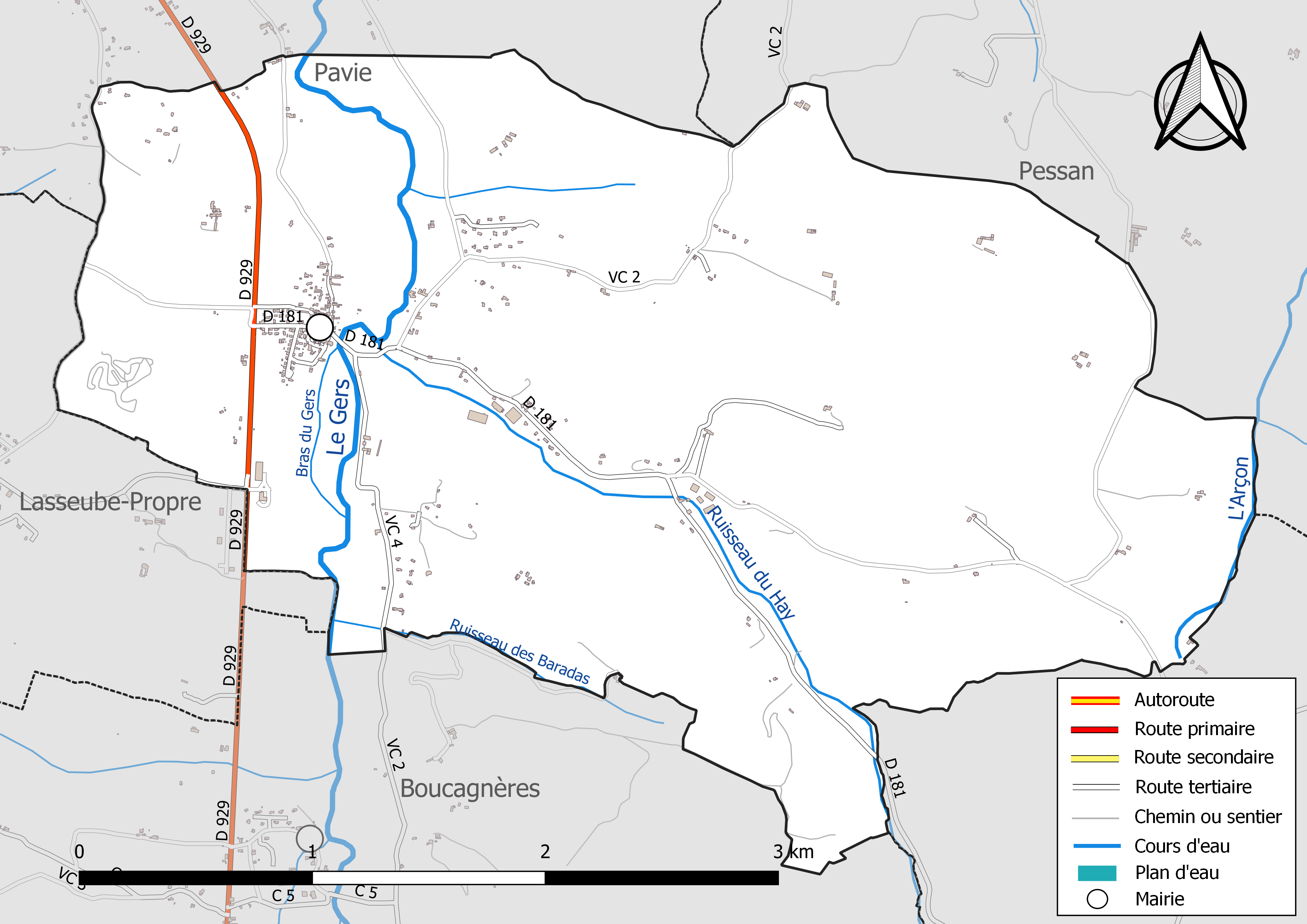
Réseaux hydrographique et routier d'Auterive.

### Climat
Pour des articles plus généraux, voir Climat de l'Occitanie et Climat du Gers.
En 2010, le climat de la commune est de type climat du Bassin du Sud-Ouest, selon une étude s'appuyant sur une série de données couvrant la période 1971-2000. En 2020, Météo-France publie une typologie des climats de la France métropolitaine dans laquelle la commune est exposée à un climat océanique altéré et est dans la région climatique Aquitaine, Gascogne, caractérisée par une pluviométrie abondante au printemps, modérée en automne, un faible ensoleillement au printemps, un été chaud (19,5 °C), des vents faibles, des brouillards fréquents en automne et en hiver et des orages fréquents en été (15 à 20 jours).
Pour la période 1971-2000, la température annuelle moyenne est de 13,1 °C, avec une amplitude thermique annuelle de 15,9 °C. Le cumul annuel moyen de précipitations est de 774 mm, avec 9,8 jours de précipitations en janvier et 6,3 jours en juillet. Pour la période 1991-2020, la température moyenne annuelle observée sur la station météorologique la plus proche, située sur la commune d'Auch à 7 km à vol d'oiseau, est de 13,5 °C et le cumul annuel moyen de précipitations est de 695,8 mm,. Pour l'avenir, les paramètres climatiques de la commune estimés pour 2050 selon différents scénarios d'émission de gaz à effet de serre sont consultables sur un site dédié publié par Météo-France en novembre 2022.

### Milieux naturels et biodiversité
L’inventaire des zones naturelles d'intérêt écologique, faunistique et floristique (ZNIEFF) a pour objectif de réaliser une couverture des zones les plus intéressantes sur le plan écologique, essentiellement dans la perspective d’améliorer la connaissance du patrimoine naturel national et de fournir aux différents décideurs un outil d’aide à la prise en compte de l’environnement dans l’aménagement du territoire.
Deux ZNIEFF de type 1 sont recensées sur la commune :
les « coteaux de Boucagnères, Auterive et Haulies » (758 ha), couvrant 3 communes du département, et 
les « pelouses, landes et champs extensifs de Pavie » (211 ha), couvrant 3 communes du département
et une ZNIEFF de type 2, : 
les « coteaux du Gers d'Aries-Espénan à Auch » (13 191 ha), couvrant 31 communes dont 28 dans le Gers et trois dans les Hautes-Pyrénées.

Carte des ZNIEFF de type 1 et 2 à Auterive.
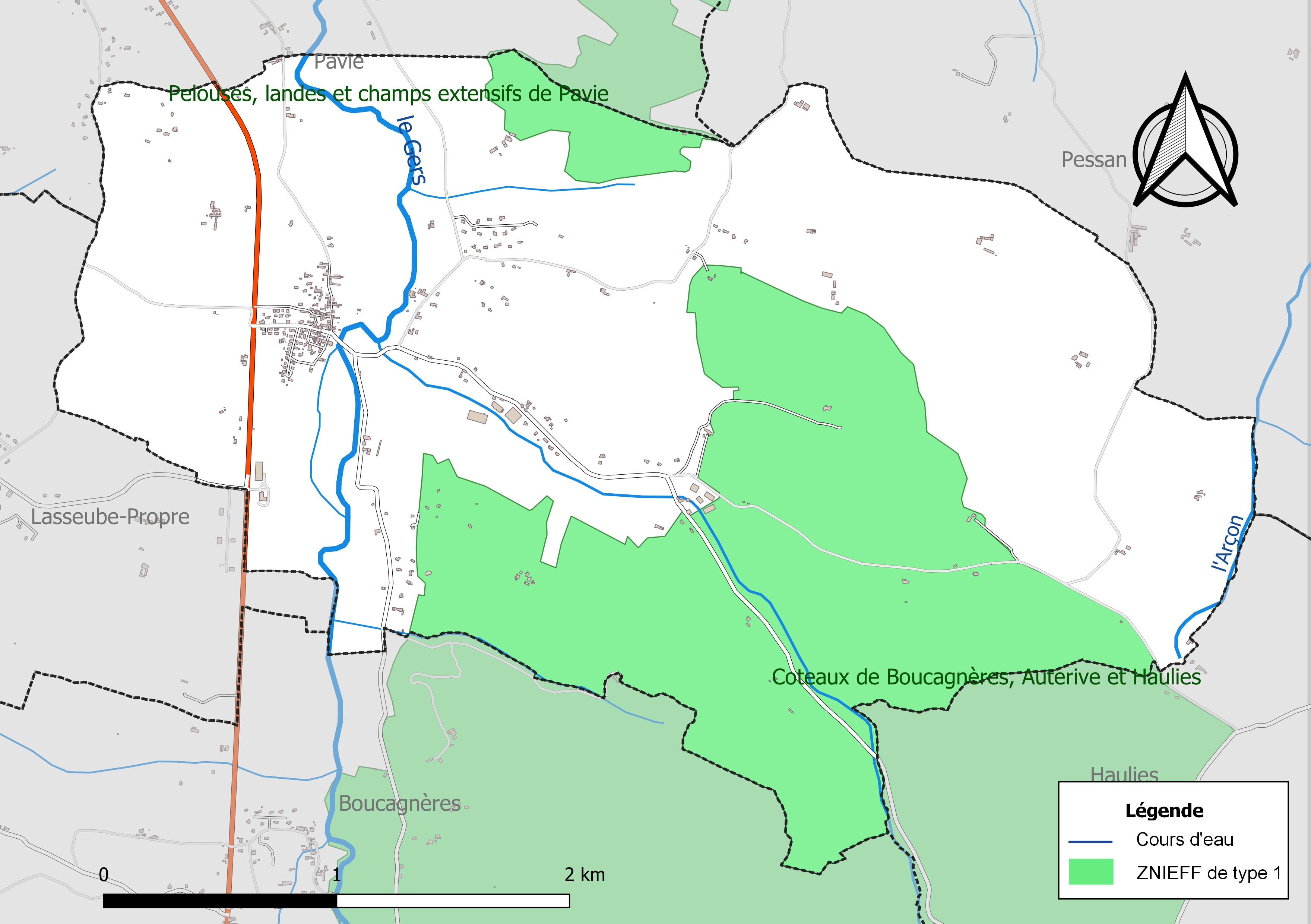
Carte des ZNIEFF de type 1 sur la commune.
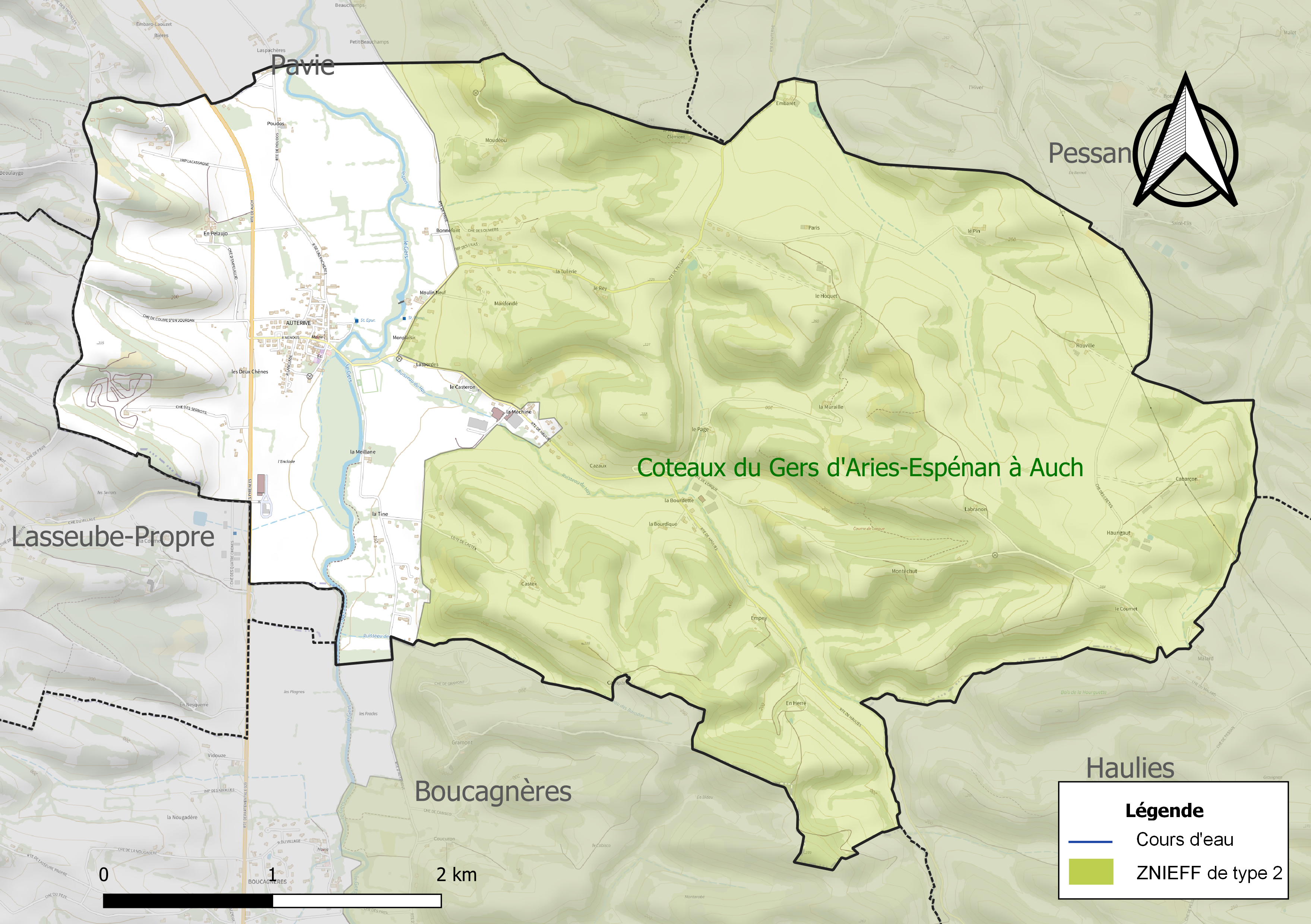
Carte de la ZNIEFF de type 2 sur la commune.

## Urbanisme

### Typologie
Au 1er janvier 2024, Auterive est catégorisée commune rurale à habitat dispersé, selon la nouvelle grille communale de densité à sept niveaux définie par l'Insee en 2022.
Elle est située hors unité urbaine. Par ailleurs la commune fait partie de l'aire d'attraction d'Auch, dont elle est une commune de la couronne,. Cette aire, qui regroupe 112 communes, est catégorisée dans les aires de 50 000 à moins de 200 000 habitants,.

### Occupation des sols
L'occupation des sols de la commune, telle qu'elle ressort de la base de données européenne d’occupation biophysique des sols Corine Land Cover (CLC), est marquée par l'importance des territoires agricoles (91,4 % en 2018), en augmentation par rapport à 1990 (85,8 %). La répartition détaillée en 2018 est la suivante : 
zones agricoles hétérogènes (37,4 %), terres arables (31,4 %), prairies (22,6 %), milieux à végétation arbustive et/ou herbacée (5,6 %), forêts (3 %). L'évolution de l’occupation des sols de la commune et de ses infrastructures peut être observée sur les différentes représentations cartographiques du territoire : la carte de Cassini (XVIIIe siècle), la carte d'état-major (1820-1866) et les cartes ou photos aériennes de l'IGN pour la période actuelle (1950 à aujourd'hui).

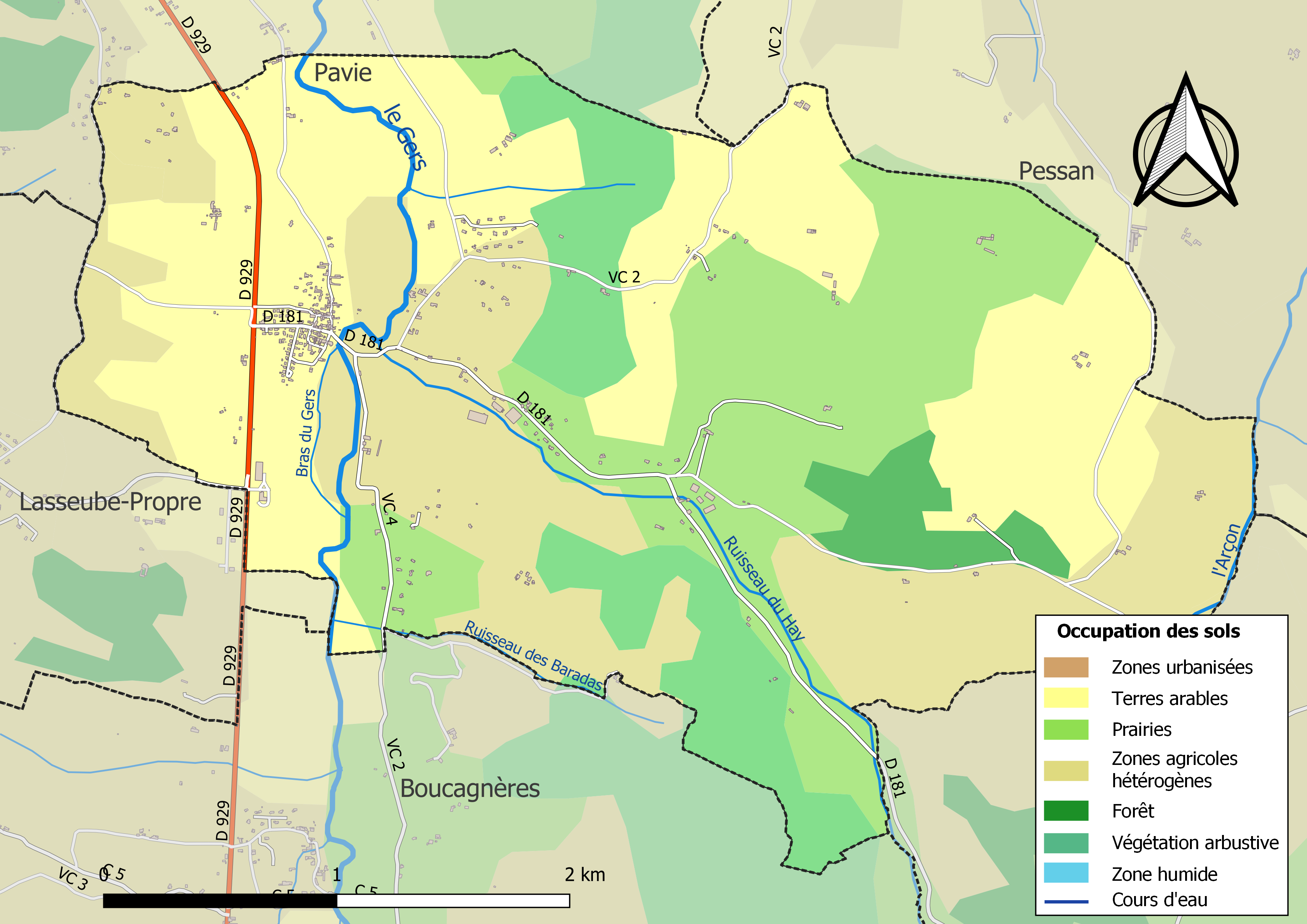
Carte des infrastructures et de l'occupation des sols de la commune en 2018 (CLC).

### Voies de communication et transports
Auterive est traversée par la D 929 en provenance d'Orbessan au sud et vers Pavie au nord.

### Risques majeurs
Le territoire de la commune d'Auterive est vulnérable à différents aléas naturels : météorologiques (tempête, orage, neige, grand froid, canicule ou sécheresse), inondations et séisme (sismicité très faible). Il est également exposé à un risque technologique, le transport de matières dangereuses. Un site publié par le BRGM permet d'évaluer simplement et rapidement les risques d'un bien localisé soit par son adresse soit par le numéro de sa parcelle.

#### Risques naturels
Certaines parties du territoire communal sont susceptibles d’être affectées par le risque d’inondation par débordement de cours d'eau, notamment le Gers et l'Arçon. La cartographie des zones inondables en ex-Midi-Pyrénées réalisée dans le cadre du XIe Contrat de plan État-région, visant à informer les citoyens et les décideurs sur le risque d’inondation, est accessible sur le site de la DREAL Occitanie. La commune a été reconnue en état de catastrophe naturelle au titre des dommages causés par les inondations et coulées de boue survenues en 1989, 1999, 2000, 2009 et 2014,.

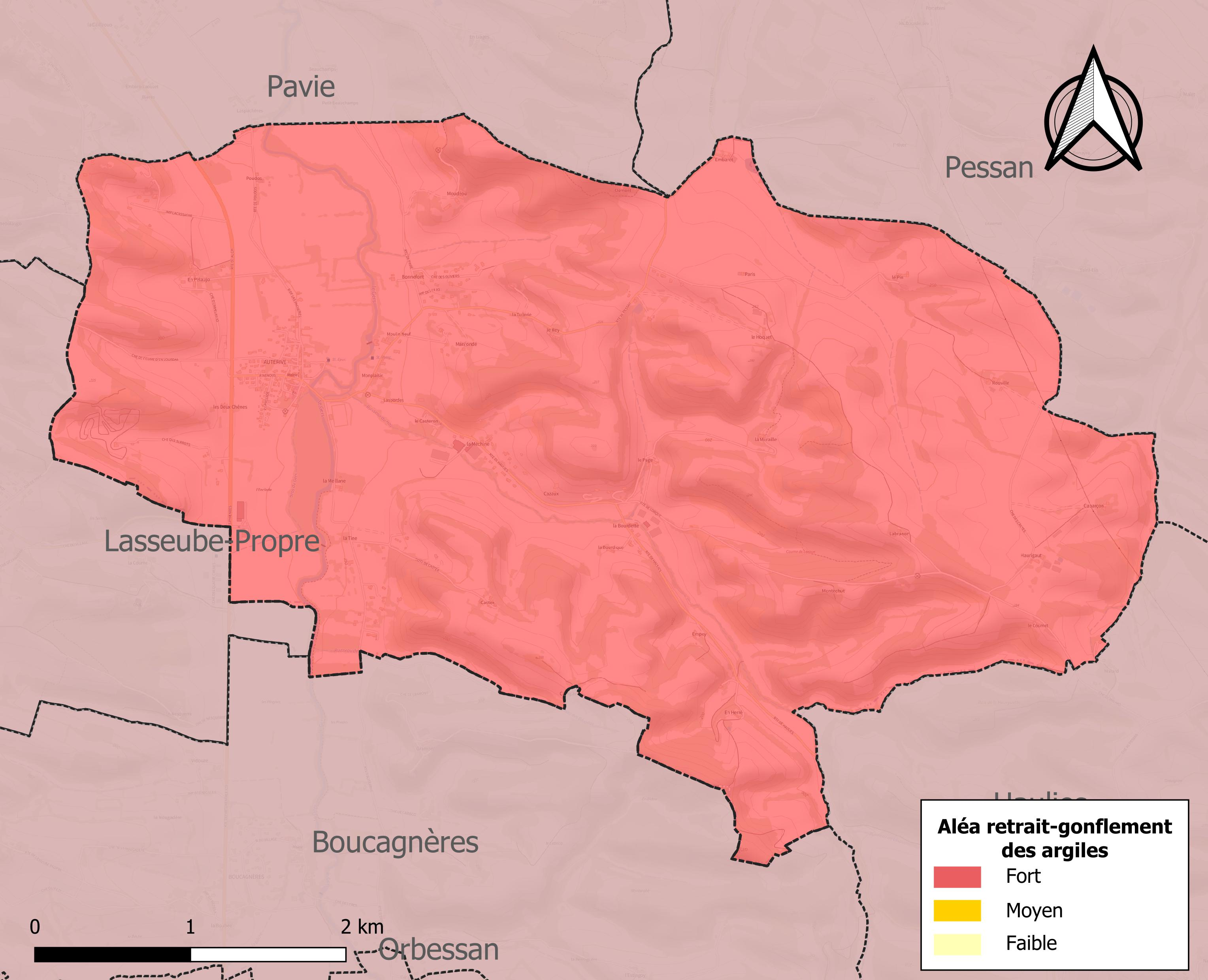
Carte des zones d'aléa retrait-gonflement des sols argileux d'Auterive.

Le retrait-gonflement des sols argileux est susceptible d'engendrer des dommages importants aux bâtiments en cas d’alternance de périodes de sécheresse et de pluie. La totalité de la commune est en aléa moyen ou fort (94,5 % au niveau départemental et 48,5 % au niveau national). Sur les 252 bâtiments dénombrés sur la commune en 2019, 252 sont en aléa moyen ou fort, soit 100 %, à comparer aux 93 % au niveau départemental et 54 % au niveau national. Une cartographie de l'exposition du territoire national au retrait gonflement des sols argileux est disponible sur le site du BRGM,.
Par ailleurs, afin de mieux appréhender le risque d’affaissement de terrain, l'inventaire national des cavités souterraines permet de localiser celles situées sur la commune.
Concernant les mouvements de terrains, la commune a été reconnue en état de catastrophe naturelle au titre des dommages causés par la sécheresse en 1989, 1993, 2011, 2016 et 2019 et par des mouvements de terrain en 1999.

#### Risques technologiques
Le risque de transport de matières dangereuses sur la commune est lié à sa traversée par des infrastructures routières ou ferroviaires importantes ou la présence d'une canalisation de transport d'hydrocarbures. Un accident se produisant sur de telles infrastructures est en effet susceptible d’avoir des effets graves au bâti ou aux personnes jusqu’à 350 m, selon la nature du matériau transporté. Des dispositions d’urbanisme peuvent être préconisées en conséquence.

## Toponymie

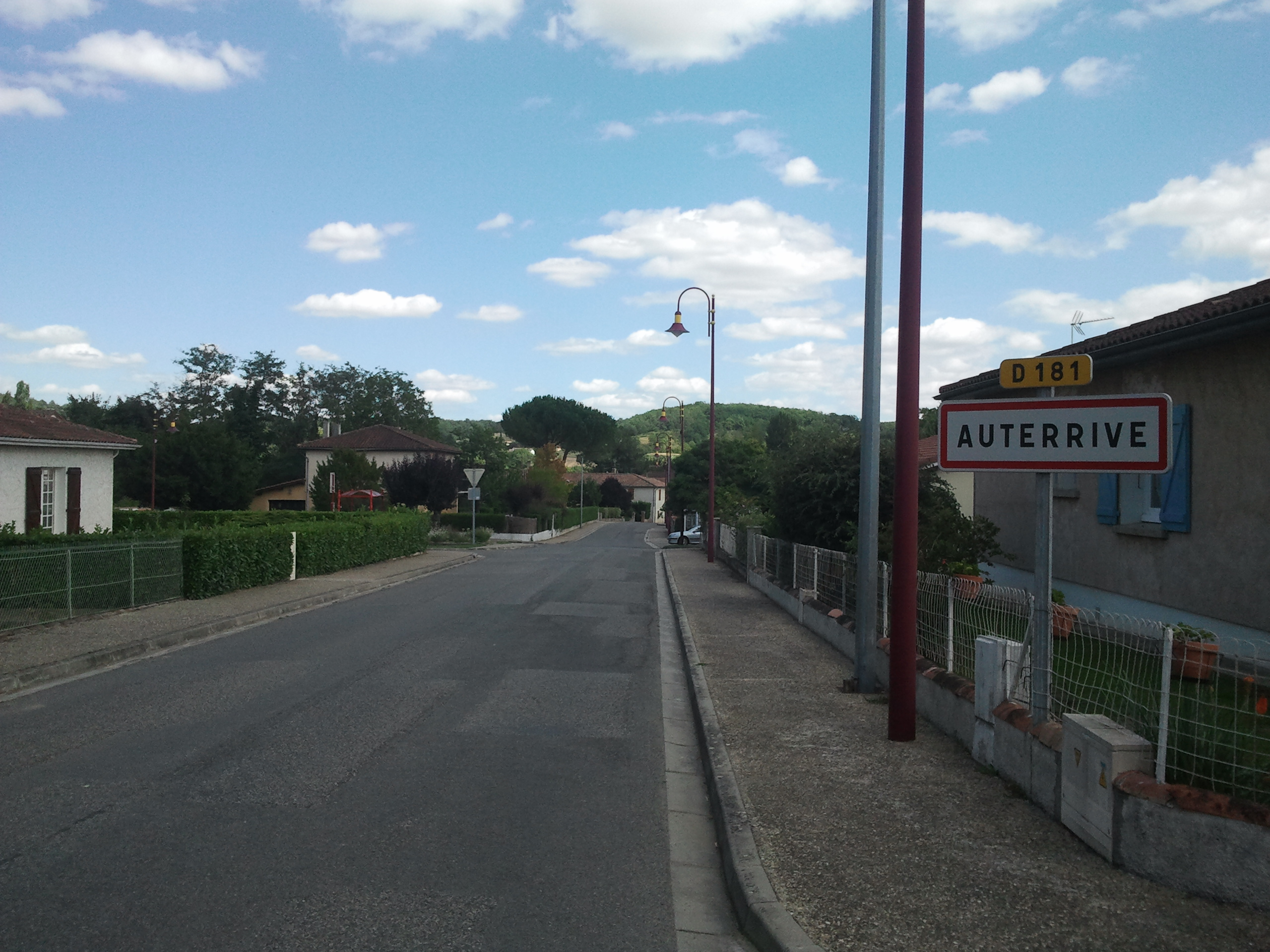
Entrée sur la D181 avec un panneau indiquant Auterrive.

Le nom de la commune est Auterive en français, conformément au Code officiel géographique.
Le nom de la commune est Autarriba en gascon.
Auterive s'écrit avec deux r depuis le Moyen Âge et s'écrivait encore ainsi au XIXe siècle. Cependant le Code officiel géographique publié par l'Insee a depuis officialisé une orthographe différente avec un seul r, malgré les protestations répétées du conseil municipal de la commune.

## Histoire

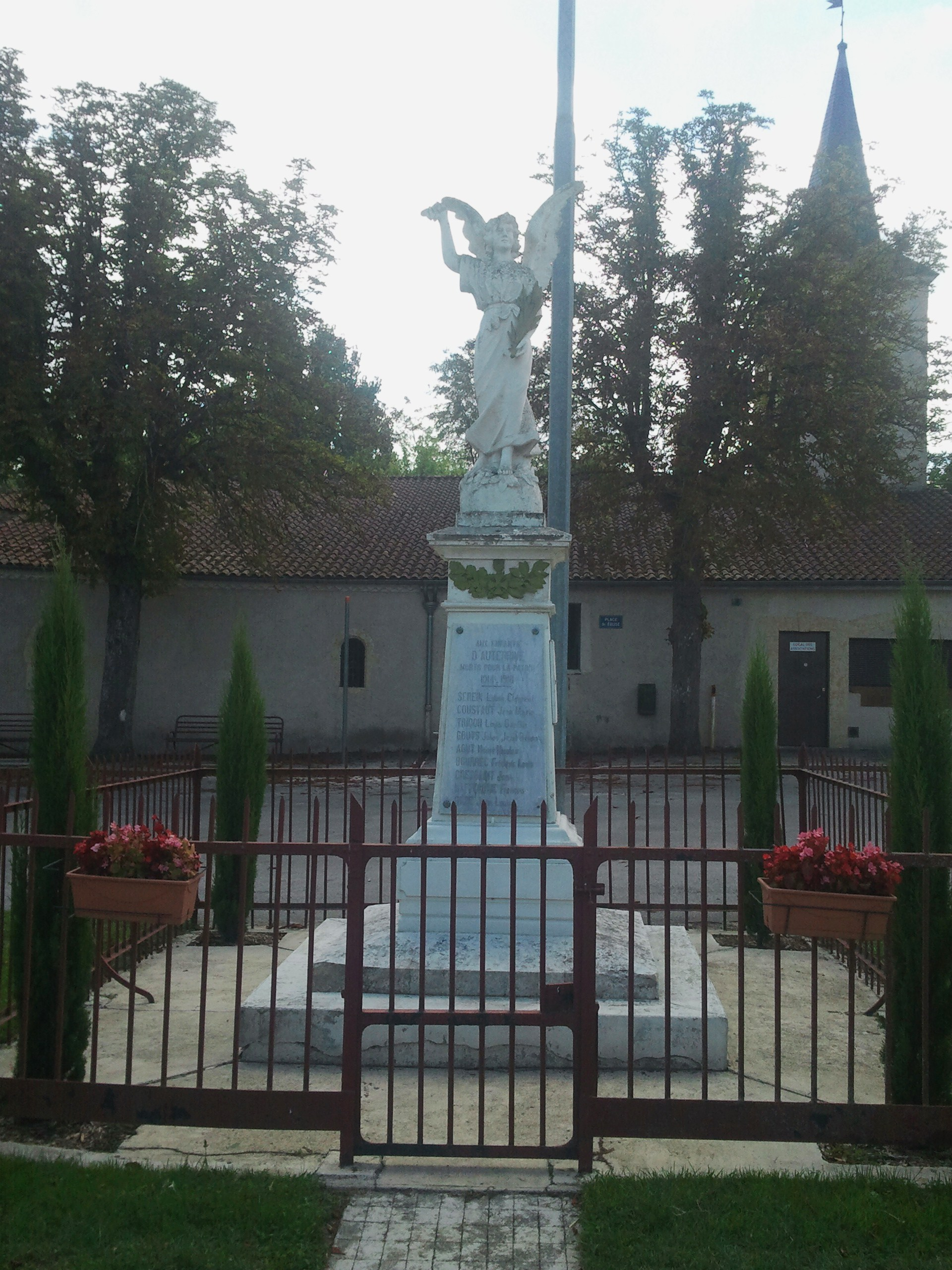
Le monument aux morts.

La présence de vestiges de villas et de mosaïques aux lieux-ditx Gleyasse et Empélaujo attestent d'une occupation du territoire à l'époque gallo-romaine. L'église est détruite en 1573 par les calvinistes.

## Politique et administration

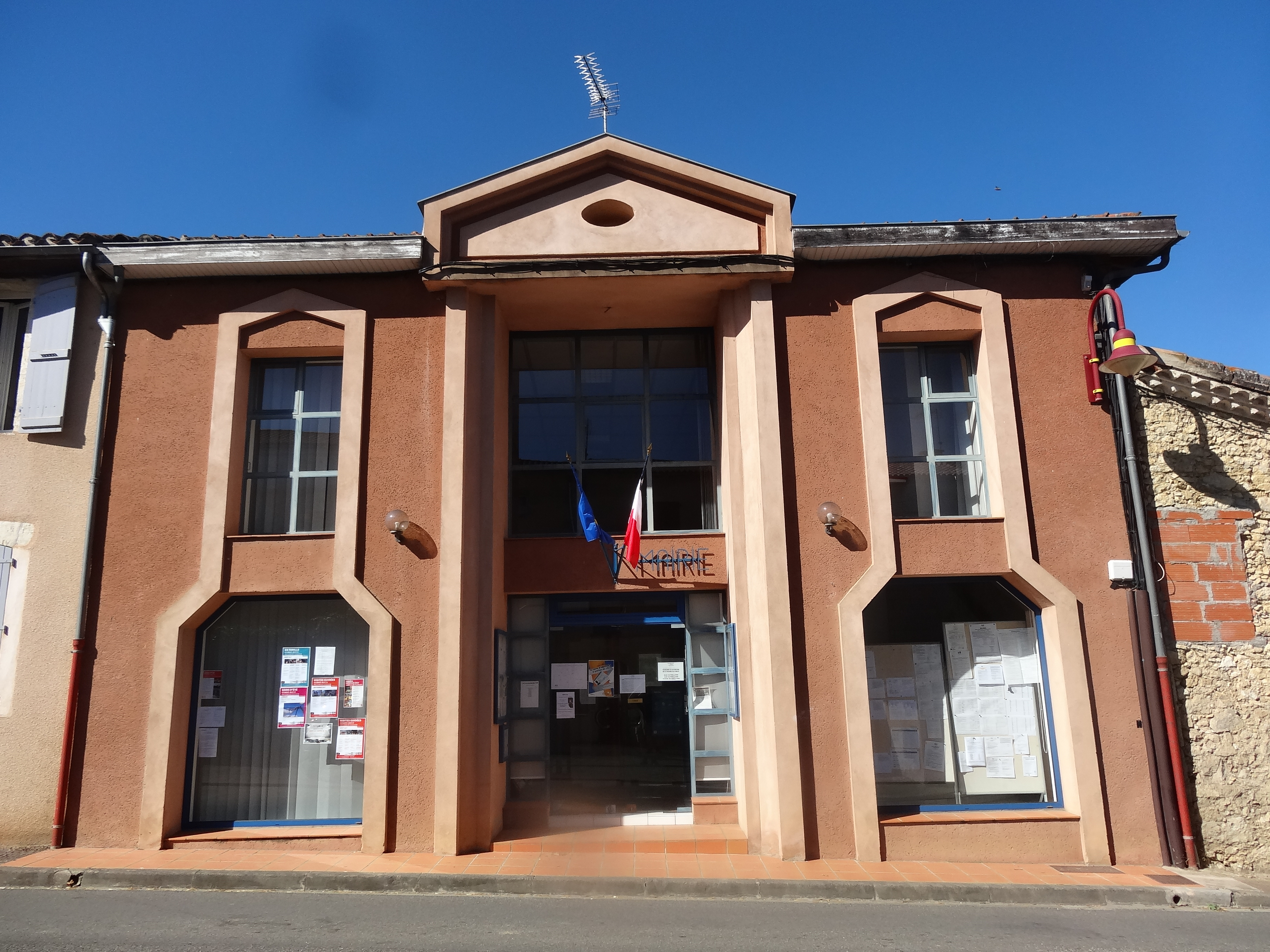
La mairie.

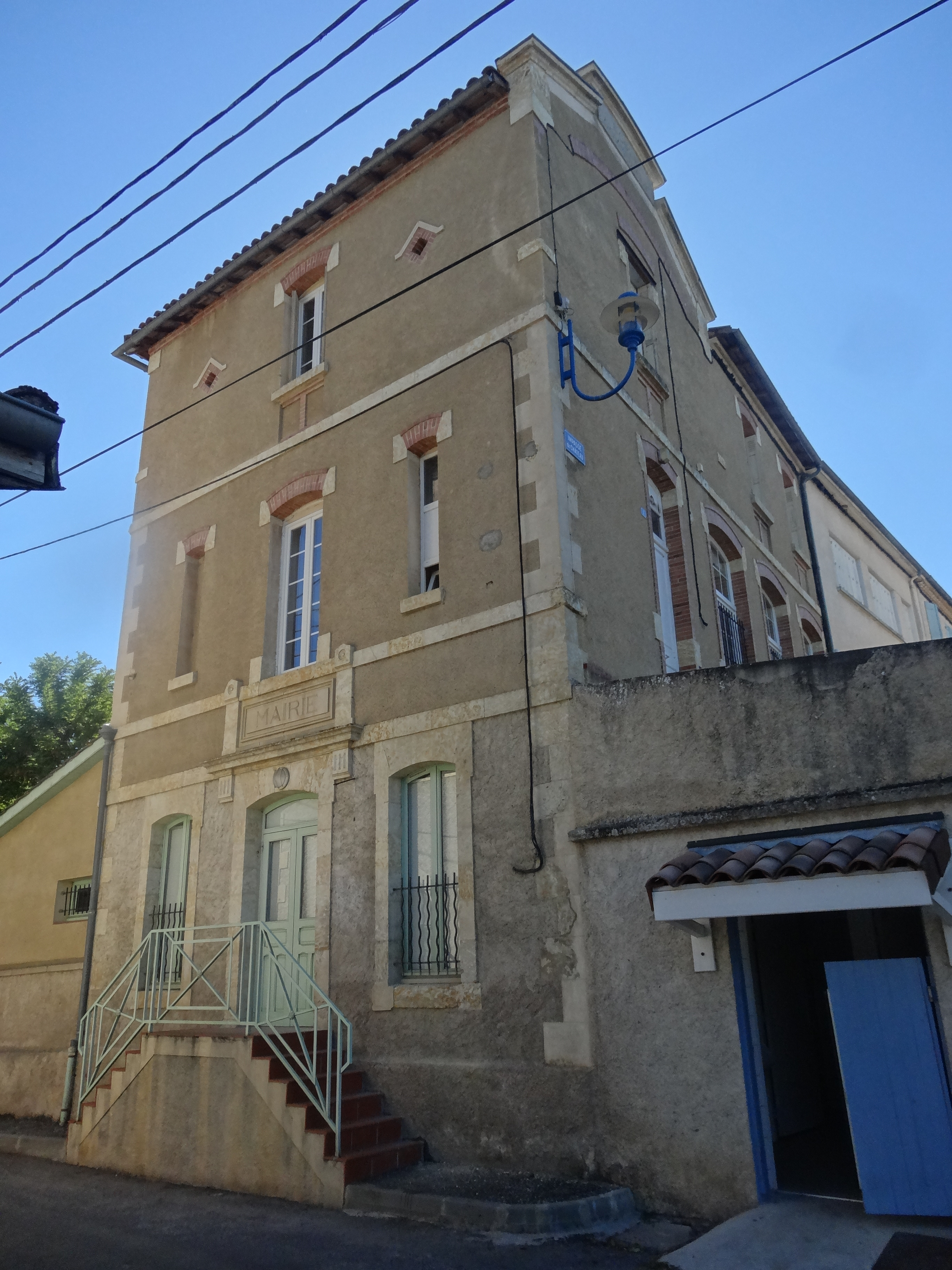
L'ancienne mairie.

## Population et société

### Démographie
| 1793 | 1800 | 1806 | 1821 | 1831 | 1841 | 1846 | 1851 | 1856 |
| ---- | ---- | ---- | ---- | ---- | ---- | ---- | ---- | ---- |
| 284  | 295  | 265  | 318  | 513  | 552  | 524  | 511  | 482  |

| 1861 | 1866 | 1872 | 1876 | 1881 | 1886 | 1891 | 1896 | 1901 |
| ---- | ---- | ---- | ---- | ---- | ---- | ---- | ---- | ---- |
| 466  | 459  | 419  | 402  | 386  | 351  | 329  | 304  | 298  |

| 1906 | 1911 | 1921 | 1926 | 1931 | 1936 | 1946 | 1954 | 1962 |
| ---- | ---- | ---- | ---- | ---- | ---- | ---- | ---- | ---- |
| 248  | 288  | 240  | 247  | 253  | 250  | 239  | 267  | 270  |

| 1968 | 1975 | 1982 | 1990 | 1999 | 2004 | 2006 | 2009 | 2014 |
| ---- | ---- | ---- | ---- | ---- | ---- | ---- | ---- | ---- |
| 316  | 416  | 469  | 490  | 508  | 516  | 528  | 532  | 529  |

| 2019 | 2022 | - | - | - | - | - | - | - |
| ---- | ---- | - | - | - | - | - | - | - |
| 516  | 530  | - | - | - | - | - | - | - |

### Enseignement

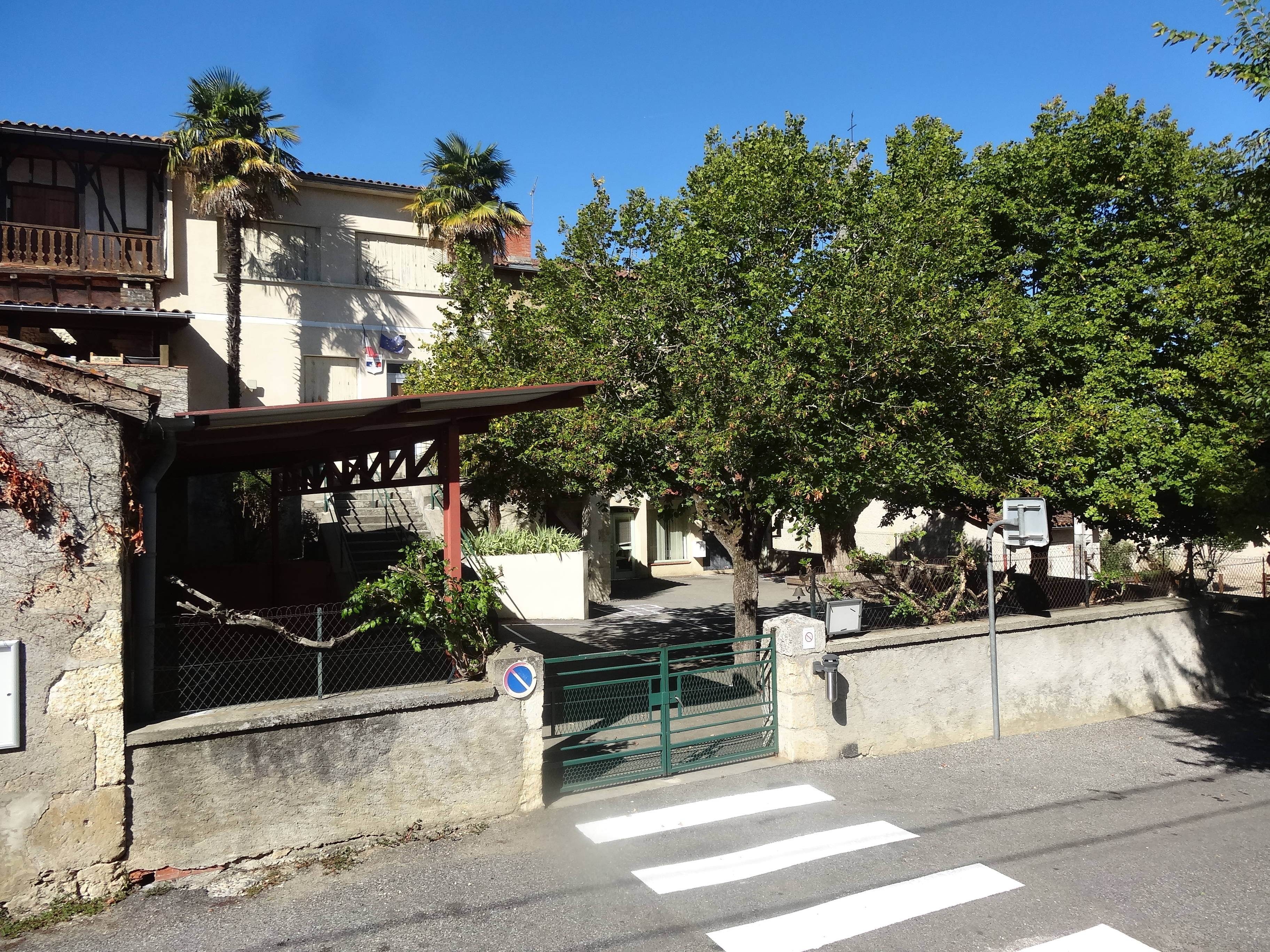
L'école d'Auterive.

La commune administre une école maternelle et une école élémentaire regroupant 94 élèves en 2013-2014.

### Manifestations culturelles et festivités

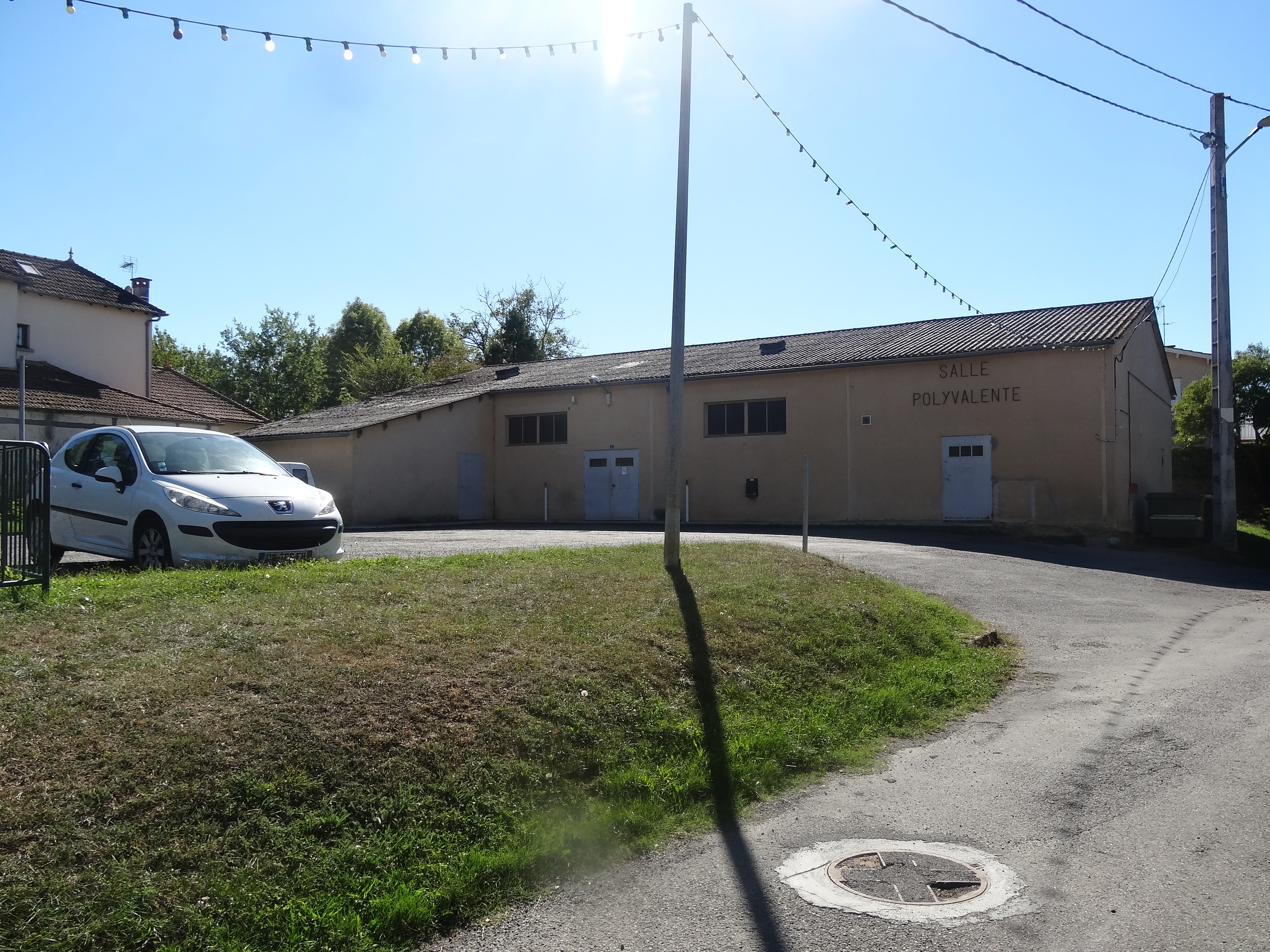
Salle polyvalente.

- Fête communale : Ascension[27] ;
- Fête patronale : 15 août[27].

## Économie

### Revenus
En 2018  (données Insee publiées en septembre 2021), la commune compte 233 ménages fiscaux, regroupant 533 personnes. La médiane du revenu disponible par unité de consommation est de 23 310 € (20 820 € dans le département).

### Emploi
|                | 2008  | 2013  | 2018  |
| -------------- | ----- | ----- | ----- |
| Commune        | 4,9 % | 5,4 % | 5,7 % |
| Département    | 6,1 % | 7,5 % | 8,2 % |
| France entière | 8,3 % | 10 %  | 10 %  |

En 2018, la population âgée de 15 à 64 ans s'élève à 298 personnes, parmi lesquelles on compte 75,1 % d'actifs (69,4 % ayant un emploi et 5,7 % de chômeurs) et 24,9 % d'inactifs,. Depuis 2008, le taux de chômage communal (au sens du recensement) des 15-64 ans est inférieur à celui de la France et du département.
La commune fait partie de la couronne de l'aire d'attraction d'Auch, du fait qu'au moins 15 % des actifs travaillent dans le pôle,. Elle compte 32 emplois en 2018, contre 58 en 2013 et 76 en 2008. Le nombre d'actifs ayant un emploi résidant dans la commune est de 211, soit un indicateur de concentration d'emploi de 15,4 % et un taux d'activité parmi les 15 ans ou plus de 51,4 %.
Sur ces 211 actifs de 15 ans ou plus ayant un emploi, 20 travaillent dans la commune, soit 10 % des habitants. Pour se rendre au travail, 94,8 % des habitants utilisent un véhicule personnel ou de fonction à quatre roues, 0,5 % les transports en commun et 4,8 % n'ont pas besoin de transport (travail au domicile).

### Activités hors agriculture
30 établissements sont implantés  à Auterive au 31 décembre 2019. Le tableau ci-dessous en détaille le nombre par secteur d'activité et compare les ratios avec ceux du département,.
Le secteur de la construction est prépondérant sur la commune puisqu'il représente 30 % du nombre total d'établissements de la commune (9 sur les 30 entreprises implantées  à Auterive), contre 14,6 % au niveau départemental.

### Agriculture
|               | 1988 | 2000 | 2010 | 2020  |
| ------------- | ---- | ---- | ---- | ----- |
| Exploitations | 21   | 9    | 7    | 9     |
| SAU (ha)      | 750  | 872  | 812  | 1 028 |

La commune est dans le « Haut-Armagnac », une petite région agricole occupant le centre du département du Gers. En 2020, l'orientation technico-économique de l'agriculture  sur la commune est la polyculture et/ou le polyélevage. Neuf exploitations agricoles ayant leur siège dans la commune sont dénombrées lors du recensement agricole de 2020 (21 en 1988). La superficie agricole utilisée est de 1 028 ha,,.

## Culture locale et patrimoine

### Lieux et monuments

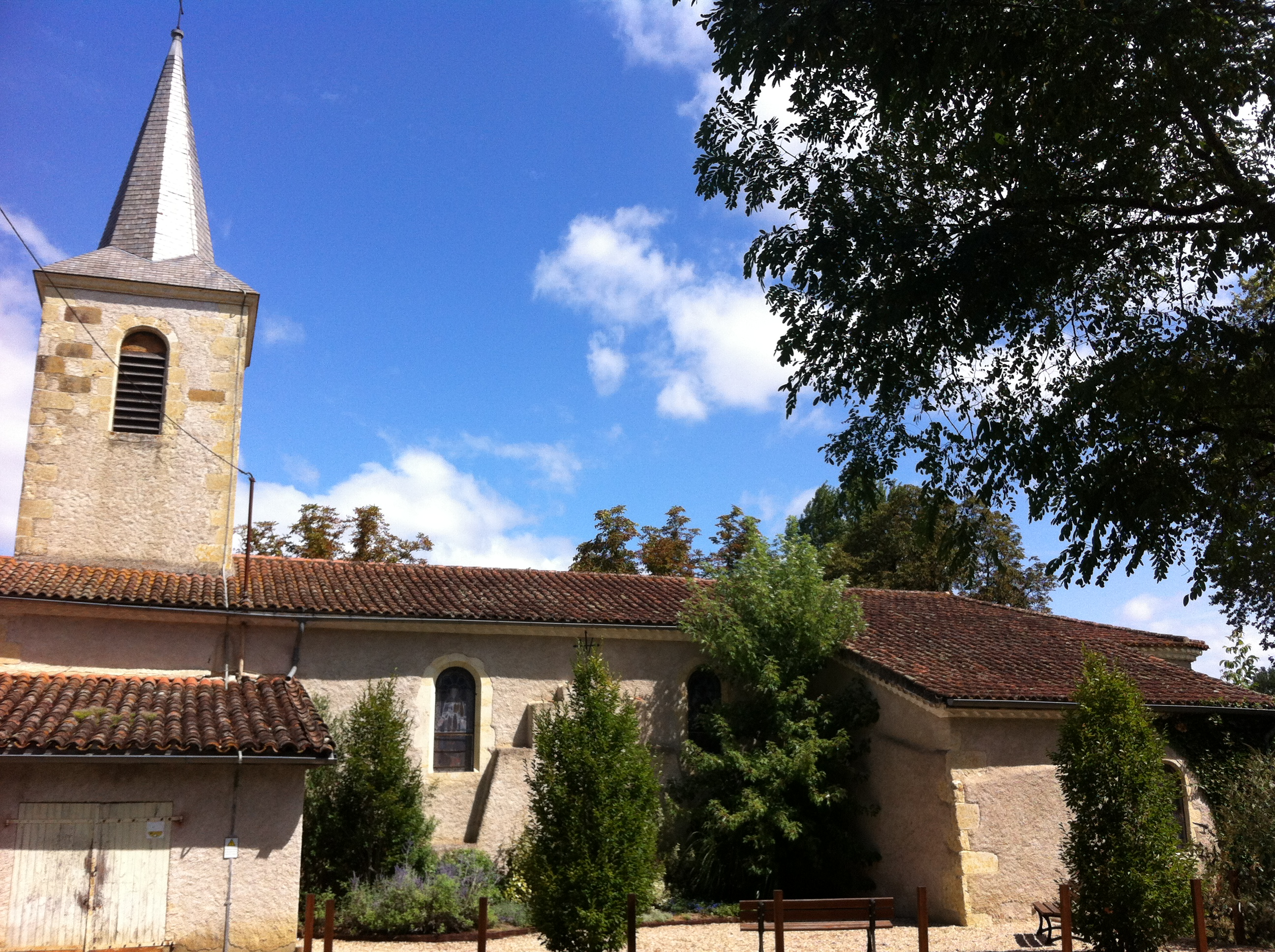
La face sud de l'église d'Auterive.

La commune ne compte ni monument répertorié à l'inventaire des monuments historiques ni lieu ou monument répertorié à l'inventaire général du patrimoine culturel. Toutefois, elle compte un objet « classé » à l'inventaire des monuments historiques depuis le 8 octobre 1992 : l'autel avec son retable au sein de l'église paroissiale.
- L'église Notre-Dame-de-l'Assomption d’Auterive, reconstruite au XIXe siècle[27], appelée Notre-Dame en 1573, comporte la date de juin 1650 gravée sous le porche.
- Site castral de Marseillan. La carte de Cassini mentionne au XVIIIe siècle un château nommé « Marseillan » à l'est du village d'Auterive. En 1843, une fouille archéologique réalisée au lieu-dit « Gleysette de Marseillan » a permis de mettre au jour des fragments de mosaïques antiques et des tombes médiévales[41]. Aucun matériel archéologique n'a été rattaché à un château médiéval ou moderne : ce dernier ne peut donc être localisé avec certitude.
- Site castral de Nénous. La forteresse de Nénous est citée en 1238 dans le Cartulaire noir d'Auch : « apud castrum de Nenos »[42]. Le site a été localisé avec certitude dans les hauteurs qui dominent immédiatement à l'ouest le village d'Auterive. Le château et le bourg subordonné semblent avoir été abandonnés au cours du XIVe siècle[41]. Aucun vestige de l'ancienne demeure seigneuriale n'est aujourd'hui visible en élévation.
- Face à l'église, sur la façade du bar-restaurant, se trouve un cadran solaire.
- Situé à proximité des méandres du Gers, le village d'Auterive possède un ancien moulin à eau derrière l'église, le moulin de Dessus qui est une propriété privée. On peut y trouver aussi deux moulins à vent (propriétés privées également).

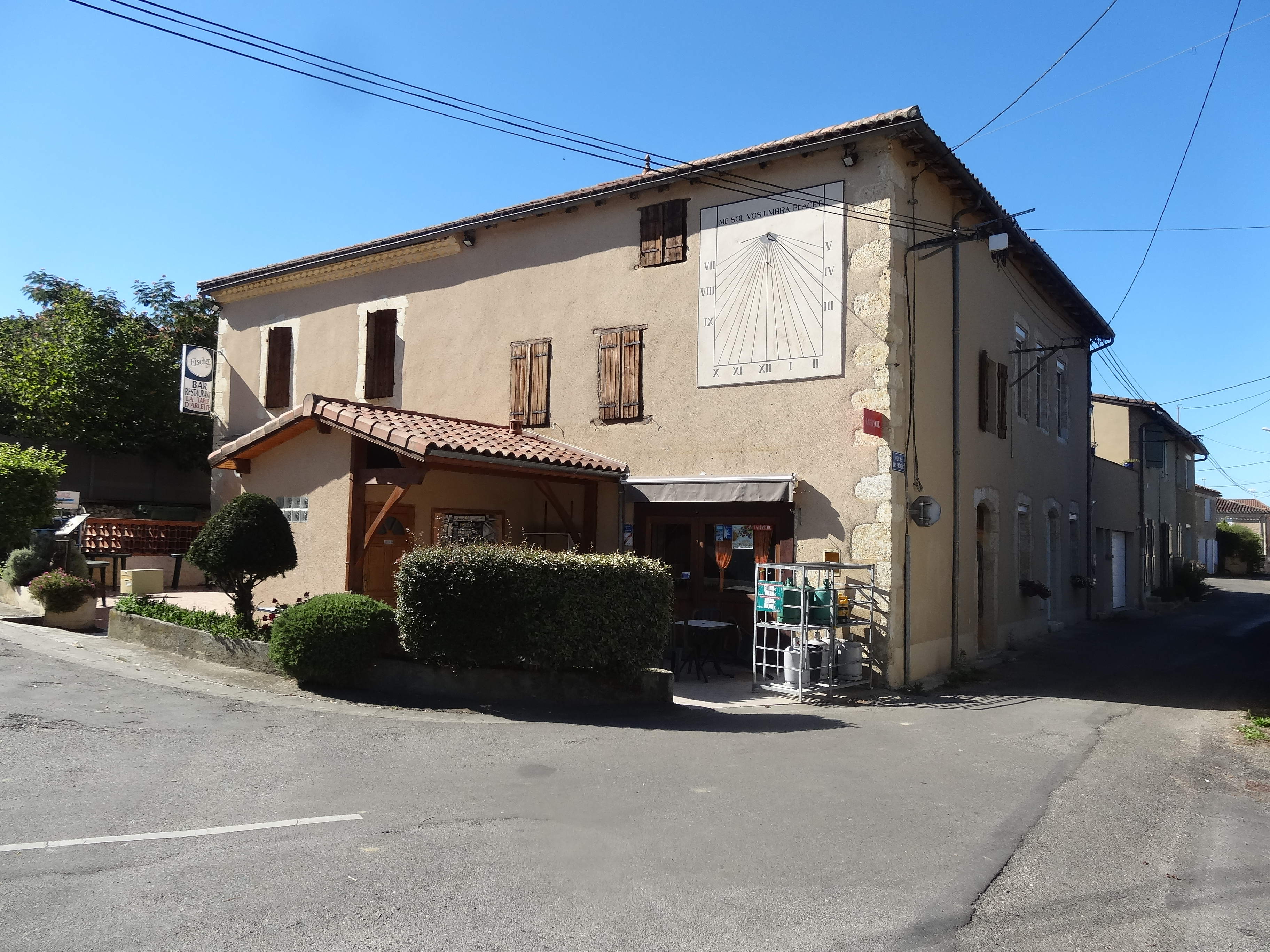
Bar-restaurant avec le cadran solaire.
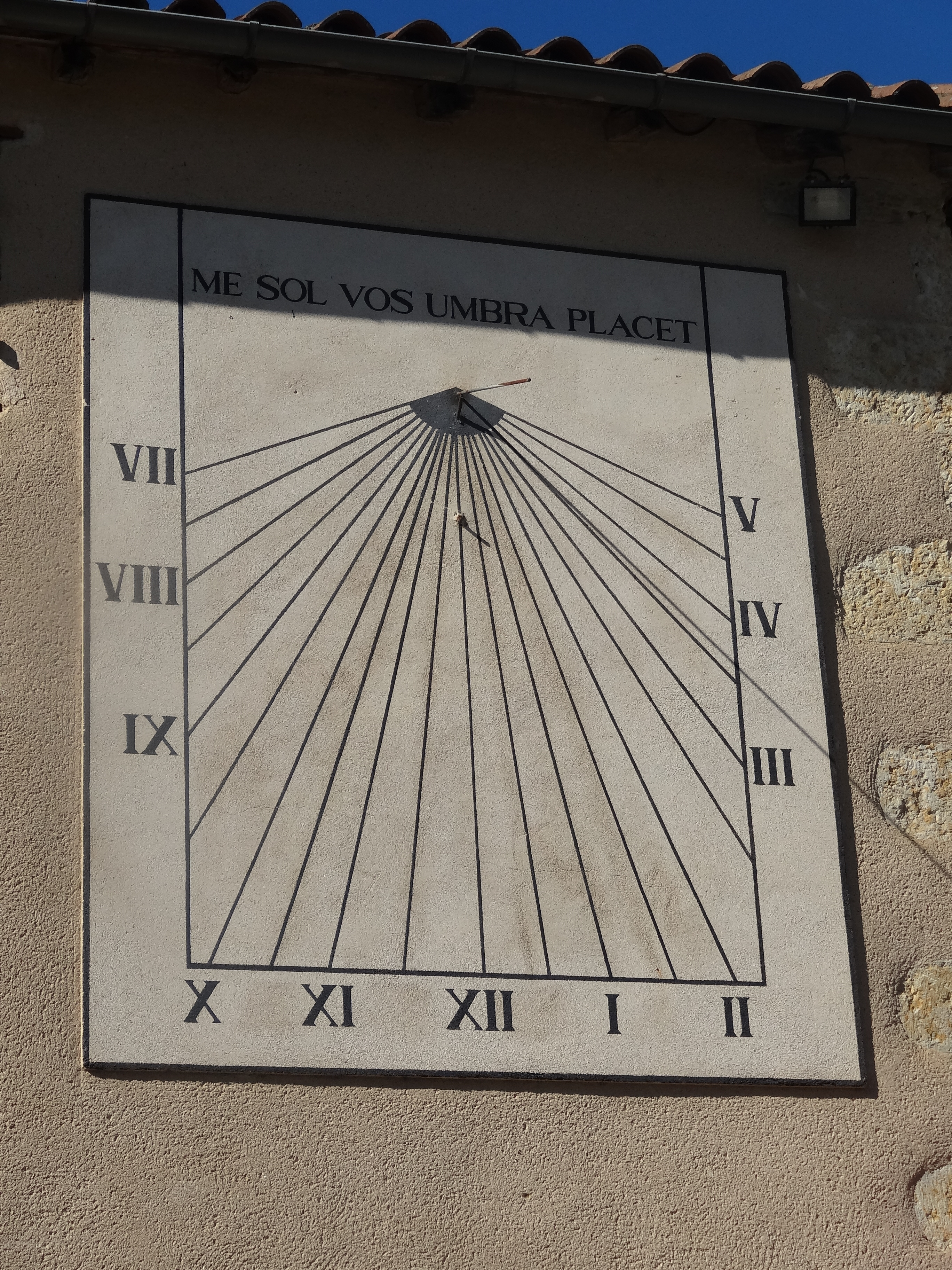
Le cadran solaire.
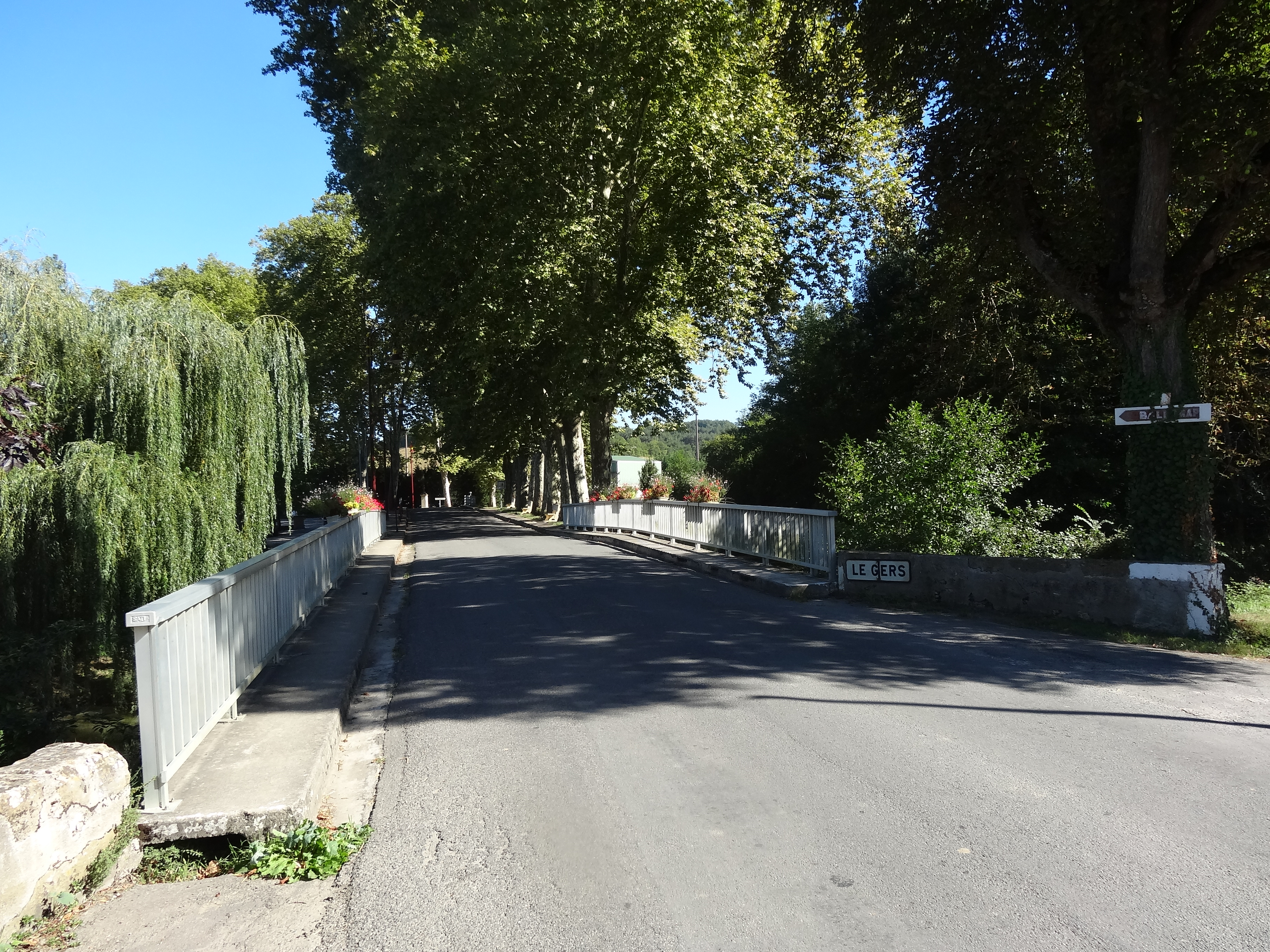
Pont sur le Gers.
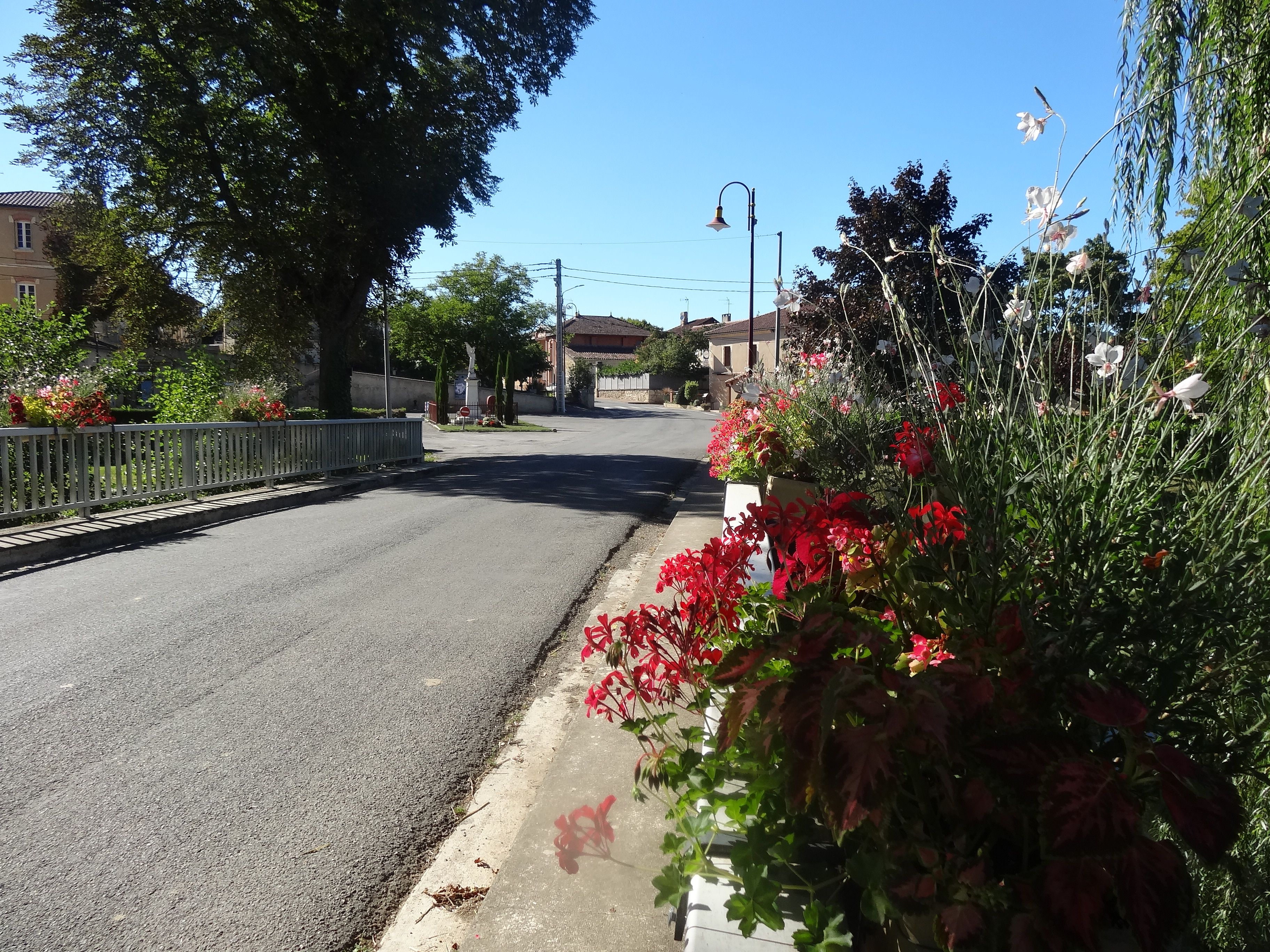
Le village vu depuis le pont.